# Joe Brazil
Joseph „Joe“ Brazil (* 25. August 1927; † 6. August 2008) war ein US-amerikanischer Jazzmusiker (Saxophone, Flöte) und Musikpädagoge.

## Leben und Wirken
Joe Brazil arbeitete nach seinem Wehrdienst Ende der 1950er Jahre im Hauptberuf in den Detroiter Ford-Werken und spielte nebenberuflich als Jazzmusiker mit Sonny Red, Hank Mobley, Hugh Lawson, Roy Brooks und mit Joe Henderson, dessen erste Aufnahmen 1958 in Brazils Wohnsitz entstanden. Der Keller von Brazils Ranch in Conant Garden am nördlichen Stadtrand war bei jungen Jazzmusikern ein beliebter Treffpunkt für Proben und Jamsessions; John Coltrane soll hier seiner künftigen Frau Alice erstmals begegnet sein. Um als Werkzeugmechaniker bei Boeing zu arbeiten, zog Brazil Anfang der 1960er Jahre nach Seattle. 1961 trat er dort mit dem Flügelhornisten Ed Kelley auf. Im September 1965 spielte er mit John Coltrane bei dessen Konzerten in der Stadt. Als Flötist und Perkussionist wirkte er am 1. Oktober 1965 bei Coltranes Studioalbum Om mit.
Im Jahr 1969 gründete er in einer ehemaligen Feuerwache in Seattle die Black Academy of Music, in der Kindern aus sozial benachteiligten Bevölkerungsgruppen Musikunterricht erteilt wurde. Zu Brazils Schülern an der Black Academy of Music gehörte Gary Hammon; zuvor hatte er schon Rufus Reid unterrichtet. Bereits 1968 begann er Jazzgeschichte an der University of Washington zu lehren, obwohl er als Musiker Autodidakt war und keinen akademischen Hintergrund hatte.
Brazil, der zuvor technischer Angestellter im Physik-Department der Hochschule war, wurde auf Druck der Studierenden als Assistant Professor eingestellt. Er wurde jedoch von einem Fakultätskomitee 1974 abgelehnt; die Öffentlichkeit war bei der Sitzung nicht zugelassen. 250 Studenten streikten für seine Wiederkehr, was jedoch erfolglos blieb.
1970 wirkte er bei Jemeel Moondocs Album The Teachers mit; 1975 spielte er bei Roy Ayers (Mystic Voyage). Brazil hat in dem Fernsehfilm The Secret Life of John Chapman (1976, Regie: David Lowell Rich) einen Auftritt.
Brazil ist auf dem Tahoma National Cemetery begraben. In seinem Nachlass fand man Aufnahmen von John Coltrane in Seattle, die 2021 als A Love Supreme: Live in Seattle veröffentlicht wurden.